# Marie de Bourgogne (1298-)
Pour les articles homonymes, voir Marie de Bourgogne (homonymie).
Marie de Bourgogne, née vers 1298 et morte entre 1323 et 1336,fille de Robert II, duc de Bourgogne, devient comtesse de Bar par son mariage avec le comte Édouard Ier de Bar.

## Éléments biographiques
Marie est la plus jeune des filles de Robert II, duc de Bourgogne et de son épouse Agnès, la plus jeune des filles du roi Louis IX de France (Saint Louis).
Elle épouse à Montbard le 11 février 1310 Édouard Ier de Bar (1295 † 1336), comte de Bar, et eut :
- Henri IV († 1344), comte de Bar ;
- Aliénor († 1332); mariée en 1330 avec Raoul († 1346), duc de Lorraine ;
- Béatrice, mariée à Gui Ier de Gonzague († 1369), seigneur de Mantoue.[réf. nécessaire]

Marie est mentionnée pour la dernière fois à la fin de l'année 1323 et meurt à une date inconnue, probablement avant la mort de son époux en 1336. 
Elle est inhumée dans la nécropole familiale des comtes de Bar, la collégiale Saint-Maxe, située dans le château comtal de Bar-le-Duc, plus précisément dans la chapelle consacrée à Notre-Dame.

## Pour aller plus loin
- Sceaux de Marie de Bourgogne, comtesse de Bar (grand sceau et contre-sceau, sur SIGILLA - Base numérique des sceaux conservés en France